# 세키조정
세키조정(関城町)은 이바라키현 마카베군에 존속했던 정이다. 현재의 지쿠세이시에 해당한다.

## 역사
- 1956년 8월 1일 - 세키모토정. 갓치촌, 구로고촌이 합병해 세키조정이 성립하였다.
- 2005년 3월 28일 - 시모다테시, 아케노정, 교와정과 합병해 지쿠세이시가 되었다.

## 교통

### 철도
- 간토 철도 조소선

### 도로
- 국도 제294호선
- 국도 제408호선